# Elatobia deltophracta
Elatobia deltophracta är en fjärilsart som beskrevs av Edward Meyrick 1926. Elatobia deltophracta ingår i släktet Elatobia och familjen äkta malar.
Artens utbredningsområde är Sarawak. Inga underarter finns listade i Catalogue of Life.